# Division Nord de la LNH
Ne doit pas être confondu avec Division Canadienne de la LNH.
En Amérique du Nord, la division Nord de la Ligue nationale de hockey (ou : section Nord) a été formée pour la saison 2020-2021. En raison des restrictions dues à la pandémie de Covid-19, la LNH s'est réalignée temporairement. Cette division est créée en 2020 à la suite des restrictions de voyage qui sont en place depuis mars 2020 entre la frontière canado-américaine à la suite de la pandémie. L'intégralité de la saison régulière 2020-2021 et les deux premiers tours des séries éliminatoires se joueront entre ces sept équipes.
Des quatre divisions qui joueront en 2020-2021, la division Nord est la seule dont le nom n'a pas été utilisé auparavant par la LNH. C'est aussi la première division entièrement canadienne de la LNH à jouer depuis que la ligue s'est étendue aux États-Unis en 1924.

## Équipes actuelles
- Flames de Calgary
- Oilers d'Edmonton
- Canadiens de Montreal
- Sénateurs d'Ottawa
- Maple Leafs de Toronto
- Canucks de Vancouver
- Jets de Winnipeg

### 2020-2021
- Les Flames de Calgary, les Oilers  d'Edmonton et les Canucks de Vancouver arrivent de la division Pacifique.
- Les Canadiens de Montréal, les Sénateurs d'Ottawa et les Maple Leafs de Toronto arrivent de la division Atlantique
- Les Jets de Winnipeg arrivent de la division Centrale.

## Champions de division
Légende :
- Vainqueur de la Coupe Stanley
- Finaliste de la Coupe Stanley

| Saison  | Franchise              | Bilan   | Pts | Résultats en playoffs              |
| ------- | ---------------------- | ------- | --- | ---------------------------------- |
| 2020-21 | Maple Leafs de Toronto | 35-14-7 | 77  | Défaite - 1er tour (Canadiens) 4-3 |

## Résultats saison par saison
- Vainqueur de la Coupe Stanley
- Finaliste de la Coupe Stanley
- Qualifié pour les séries éliminatoires

| Saison  | Bilan des équipes | Bilan des équipes | Bilan des équipes | Bilan des équipes | Bilan des équipes | Bilan des équipes | Bilan des équipes |
| ------- | ----------------- | ----------------- | ----------------- | ----------------- | ----------------- | ----------------- | ----------------- |
| Saison  | 1er               | 2e                | 3e                | 4e                | 5e                | 6e                | 7e                |
| 2020-21 | Toronto (77)      | Edmonton (72)     | Winnipeg (63)     | Montréal (59)     | Calgary (55)      | Ottawa (51)       | Vancouver (50)    |

## Liste des équipes vainqueur de la Division Nord
| Franchise              | Titres | Dernier titre | Années |
| ---------------------- | ------ | ------------- | ------ |
| Maple Leafs de Toronto | 1      | 2021          | 2021   |